# Ingeborg di Norvegia (duchessa di Öland)
Ingebjørg Eiriksdatter, meglio nota come Ingeborg di Norvegia, duchessa di Öland (Bergen, 1297 – Öland, 1357), è stata una nobile norvegese, figlia di re Eirik II.

## Biografia

### Origini
Ingeborg nacque nel 1297 a Bergen, unica figlia di Eirik II e Isabella Bruce, sovrani di Norvegia. Quando due anni dopo il padre morì Ingeborg non poté ereditare il trono a causa della legge salica, che favorì invece lo zio Haakon V, che comunque permise a lei e alla madre di rimanere a corte.
Pur non potendo ascendere al trono Ingeborg era pur sempre figlia di un re, ed era per questo una delle ereditiere più in vista della Norvegia. La madre tentò fin da subito di organizzarle un matrimonio vantaggioso, e la scelta ricadde dapprima sul potente conte delle Orcadi e Caithness Jón Magnússon, con cui la principessa venne fidanzata a soli tre anni nel 1300. Magnússon tuttavia morì non ancora trentenne all'inizio del 1312, così il matrimonio saltò.

### Duchessa di Öland
La madre le trovò subito un nuovo partito, facendola sposare in breve tempo con Valdemaro Magnusson, duca di Finlandia e figlio del re di Svezia Magnus III, che le portò in controdote l'intera isola di Öland. In una cerimonia congiunta ad Oslo, oltre al matrimonio tra Valdemaro e Ingeborg si celebrò anche l'unione tra la sua omonima cugina Ingeborg ed Erik Magnusson, fratello di Valdemaro. I principi svedesi rientrarono subito in patria, mentre le cugine si trattennero in Norvegia fino al 1313, quando raggiunsero i mariti per festeggiare solennemente i matrimoni.
Valdemaro e Ingeborg ebbero un solo figlio, Erik Valdemarsson, nato nel 1316 e che morì giovane.

### La guerra contro re Birger
Il matrimonio tra Ingeborg e Valdemaro proseguì fino al 1317, quando re Birger di Svezia, deciso a vendicarsi dei fratelli minori per un affronto subito alcuni anni prima, indisse tra il 10 e l'11 dicembre un banchetto al castello di Nyköping per attirare Erik e Valdemaro presso di sé. La trappola funzionò, e li fece arrestare e morire di fame nel giro di poche settimane.
Il tradimento del re scatenò una guerra civile in Svezia, e le due Ingeborg formarono un'alleanza con l'arcivescovo di Lund Esger Juul e il principe Cristoforo di Danimarca per spodestare Birger. L'alleanza ebbe successo e nel 1319 Birger fuggì presso Eric VI di Danimarca, ma l'ascesa di Cristoforo a re di Danimarca portò ad una sua nuova fuga, ed infine alla sua cattura ed esecuzione nel 1320. Il nuovo re di Svezia, Magnus IV, figlio di Erik Magnusson, quando ascese poco dopo anche a re di Norvegia favorì sempre Ingeborg e sua madre Isabel, grato per l'aiuto ricevuto nel salire al trono.

### Ultimi anni e morte
Dopo la morte del marito e del figlio e la fine della guerra Ingeborg si ritirò nei suoi possedimenti sull'isola di Öland, vivendo una vita piuttosto ritirata e non immischiandosi più nella politica del regno. Lì morì nel 1357, lasciando come unica erede la madre ultraottantenne, deceduta l'anno seguente.

## Ascendenza
|                                       |                                      |                                       | Genitori                                         |  |  | Nonni |  |  | Bisnonni              |  |  | Trisnonni              |  |
|                                       |                                      |                                       |                                                  |  |  |       |  |  | Haakon IV di Norvegia |  |  | Haakon III di Norvegia |  |
|                                       |                                      |                                       |                                                  |  |  |       |  |  | Haakon IV di Norvegia |  |  | Haakon III di Norvegia |  |
|                                       |                                      | Inga di Varteig                       |                                                  |  |  |       |  |  | Haakon IV di Norvegia |  |  |                        |  |
| Magnus VI di Norvegia                 |                                      |                                       |                                                  |  |  |       |  |  | Haakon IV di Norvegia |  |  |                        |  |
|                                       |                                      | Margrete Skulesdatter                 | …                                                |  |  |       |  |  |                       |  |  |                        |  |
|                                       |                                      | Margrete Skulesdatter                 | …                                                |  |  |       |  |  |                       |  |  |                        |  |
|                                       |                                      | Margrete Skulesdatter                 | …                                                |  |  |       |  |  |                       |  |  |                        |  |
| Eirik II di Norvegia                  |                                      | Margrete Skulesdatter                 |                                                  |  |  |       |  |  |                       |  |  |                        |  |
|                                       |                                      | Eric IV di Danimarca                  | Valdemaro II di Danimarca                        |  |  |       |  |  |                       |  |  |                        |  |
|                                       |                                      | Eric IV di Danimarca                  | Valdemaro II di Danimarca                        |  |  |       |  |  |                       |  |  |                        |  |
|                                       |                                      | Eric IV di Danimarca                  | Berengaria del Portogallo                        |  |  |       |  |  |                       |  |  |                        |  |
| Ingeborg di Danimarca                 |                                      | Eric IV di Danimarca                  |                                                  |  |  |       |  |  |                       |  |  |                        |  |
|                                       |                                      | Jutta di Sassonia                     | Alberto I di Sassonia                            |  |  |       |  |  |                       |  |  |                        |  |
|                                       |                                      | Jutta di Sassonia                     | Alberto I di Sassonia                            |  |  |       |  |  |                       |  |  |                        |  |
|                                       |                                      | Jutta di Sassonia                     | Agnese d'Austria                                 |  |  |       |  |  |                       |  |  |                        |  |
| Ingeborg di Norvegia                  |                                      | Jutta di Sassonia                     |                                                  |  |  |       |  |  |                       |  |  |                        |  |
|                                       | Robert Bruce, V Signore di Annandale | Robert Bruce, IV Signore di Annandale |                                                  |  |  |       |  |  |                       |  |  |                        |  |
|                                       | Robert Bruce, V Signore di Annandale | Robert Bruce, IV Signore di Annandale |                                                  |  |  |       |  |  |                       |  |  |                        |  |
|                                       | Robert Bruce, V Signore di Annandale | Isobel di Huntingdon                  |                                                  |  |  |       |  |  |                       |  |  |                        |  |
| Robert Bruce, VI signore di Annandale | Robert Bruce, V Signore di Annandale |                                       |                                                  |  |  |       |  |  |                       |  |  |                        |  |
|                                       |                                      | Isabella di Clare                     | Gilberto di Clare, V conte di Gloucester         |  |  |       |  |  |                       |  |  |                        |  |
|                                       |                                      | Isabella di Clare                     | Gilberto di Clare, V conte di Gloucester         |  |  |       |  |  |                       |  |  |                        |  |
|                                       |                                      | Isabella di Clare                     | Isabella di Pembroke                             |  |  |       |  |  |                       |  |  |                        |  |
| Isabella Bruce                        |                                      | Isabella di Clare                     |                                                  |  |  |       |  |  |                       |  |  |                        |  |
|                                       |                                      | Niall, conte di Carrick               | Donnchadh, conte di Carrick                      |  |  |       |  |  |                       |  |  |                        |  |
|                                       |                                      | Niall, conte di Carrick               | Donnchadh, conte di Carrick                      |  |  |       |  |  |                       |  |  |                        |  |
|                                       |                                      | Niall, conte di Carrick               | …                                                |  |  |       |  |  |                       |  |  |                        |  |
| Marjorie, Contessa di Carrick         |                                      | Niall, conte di Carrick               |                                                  |  |  |       |  |  |                       |  |  |                        |  |
|                                       |                                      | Margaret Stewart                      | Walter Stewart (III grande intendente di Scozia) |  |  |       |  |  |                       |  |  |                        |  |
|                                       |                                      | Margaret Stewart                      | Walter Stewart (III grande intendente di Scozia) |  |  |       |  |  |                       |  |  |                        |  |
|                                       |                                      | Margaret Stewart                      | …                                                |  |  |       |  |  |                       |  |  |                        |  |
|                                       |                                      | Margaret Stewart                      |                                                  |  |  |       |  |  |                       |  |  |                        |  |